# Vùng liên bang của Nga
Tất cả các đơn vị hành chính liên bang của Nga được nhóm lại trong 8 vùng liên bang của Nga (tiếng Nga: федеральные округа, số ít: федеральный округ; chuyển tự: federalnyye okruga, số ít: federalny okrug), mỗi vùng liên bang được quản lý bởi một Đặc phái viên Toàn quyền, do Tổng thống Nga bổ nhiệm.

## Lịch sử
Các vùng liên bang được thành lập theo sắc lệnh của tổng thống Vladimir Putin vào tháng 5 năm 2000
Ngày 19 tháng 1 năm 2010, thành lập Vùng liên bang Bắc Kavkaz, được tách từ vùng liên bang phía Nam.
Tháng 3 năm 2014, sau khi quân đội Nga can thiệp và sáp nhập bán đảo Krym, Vùng liên bang Krym được thành lập. Tính hợp pháp của việc sáp nhập này đang bị cộng đồng quốc tế phản đối. Ngày 28 tháng 7 năm 2016, Vùng liên bang Krym được nhập vào Vùng liên bang phía Nam để tiện cho việc quản lý.
Vào tháng 11 năm 2018, Buryatia và Zabaykalsky Krai vốn thuộc Vùng liên bang Siberi nhưng được thêm vào Khu liên bang Viễn Đông theo sắc lệnh do tổng thống Putin ban hành. Trung tâm hành chính của Vùng liên bang Viễn Đông đã được chuyển từ Khabarovsk đến Vladivostok vào tháng 12 năm 2018.

## Danh sách các vùng liên bang
|                |                           |                 |               |                   |                              |
| Vùng liên bang | Vùng liên bang            | Diện tích (km²) | Dân số (2002) | Chủ thể liên bang | Thủ phủ Trung tâm hành chính |
| 1              | Vùng liên bang Trung tâm  | 652,800         | 38,000,651    | 18                | Moskva                       |
| 2              | Vùng liên bang Phía Nam   | 427,800         | 16,141,100    | 6                 | Rostov trên sông Đông        |
| 3              | Vùng liên bang Tây Bắc    | 1,677,900       | 13,974,466    | 11                | Saint Petersburg             |
| 4              | Vùng liên bang Viễn Đông  | 6,215,900       | 6,692,865     | 9                 | Vladivostok                  |
| 5              | Vùng liên bang Siberi     | 5,114,800       | 20,062,938    | 12                | Novosibirsk                  |
| 6              | Vùng liên bang Ural       | 1,788,900       | 12,373,926    | 6                 | Yekaterinburg                |
| 7              | Vùng liên bang Volga      | 1,038,000       | 31,154,744    | 14                | Nizhny Novgorod              |
| 8              | Vùng liên bang Bắc Kavkaz | 170,700         | 8,933,889     | 7                 | Pyatigorsk                   |

Nguồn:

## Vùng liên bang Trung Tâm
Trung tâm hành chính: Moskva. Bao gồm 17 tỉnh và 1 thành phố trực thuộc trung ương:
1. Moskva (thành phố liên bang)
2. Tỉnh Belgorod
3. Tỉnh Bryansk
4. Tỉnh Ivanovo
5. Tỉnh Kaluga
6. Tỉnh Kostroma
7. Tỉnh Kursk
8. Tỉnh Lipetsk
9. Tỉnh Moskva
10. Tỉnh Oryol
11. Tỉnh Ryazan
12. Tỉnh Smolensk
13. Tỉnh Tambov
14. Tỉnh Tver
15. Tỉnh Tula
16. Tỉnh Vladimir
17. Tỉnh Voronezh
18. Tỉnh Yaroslavl

## Vùng liên bang Phía Nam
- Trung tâm hành chính: Rostov-na-Donu (đọc tương tự như Rátxtốp na Đônu tức thành phố Rostov trên sông Đông).

Bao gồm: 5 tỉnh, 4 cộng hòa & 1 vùng:
1. Tỉnh Astrakhan
2. Tỉnh Rostov
3. Tỉnh Volgograd
4. Tỉnh Kherson
5. Tỉnh Zaporozhye
6. Vùng Krasnodar
7. Nước cộng hòa Adygea
8. Nước cộng hòa Kalmykia
9. Nước cộng hòa Donetsk
10. Nước cộng hòa Lugansk

## Vùng liên bang Bắc Kavkaz
- Trung tâm hành chính Pyatigorsk.

Bao gồm: 6 cộng hoà & 1 vùng:
1. Nước cộng hòa Dagestan
2. Nước cộng hòa Ingushetia
3. Nước cộng hòa Kabardino-Balkaria
4. Nước cộng hòa Karachay-Cherkessia
5. Nước cộng hòa Bắc Ossetia-Alania
6. Vùng Stavropol
7. Nước cộng hòa Chechnya

## Vùng liên bang Tây Bắc
Trung tâm hành chính: Sankt-Peterburg. Bao gồm: 1 thành phố trực thuộc trung ương liên bang, 7 tỉnh, 2 nước cộng hòa và 1 khu tự trị 
1. Sankt-Peterburg (thành phố trực thuộc trung ương)
2. Tỉnh Arkhangelsk
3. Khu tự trị Nenetsia
4. Tỉnh Kaliningrad
5. Tỉnh Leningrad
6. Tỉnh Murmansk
7. Tỉnh Novgorod
8. Tỉnh Pskov
9. Tỉnh Vologda
10. Cộng hòa Karelia
11. Cộng hòa Komi

## Vùng liên bang Viễn Đông
- Trung tâm hành chính: Vladivostok. Bao gồm 3 tỉnh, 1 tỉnh tự trị, 3 vùng, 1 nước cộng hòa và 1 khu tự trị.

1. Tỉnh Amur
2. Tỉnh Magadan
3. Tỉnh Sakhalin
4. Tỉnh tự trị Do Thái
5. Vùng Kamchatka
6. Vùng Khabarovsk
7. Vùng Primorsky
8. Cộng hòa Sakha
9. Khu tự trị Chukotka

## Vùng liên bang Siberi
Trung tâm hành chính: Novosibirsk. Bao gồm 5 tỉnh, 3 vùng và 4 nước cộng hòa:
1. Tỉnh Irkutsk
2. Tỉnh Kemerovo
3. Tỉnh Novosibirsk
4. Tỉnh Omsk
5. Tỉnh Tomsk
6. Vùng Altai
7. Vùng Krasnoyarsk
8. Vùng Zabaykalsky
9. Nước cộng hòa Altai
10. Nước cộng hòa Buryatia
11. Nước cộng hòa Khakassia
12. Nước cộng hòa Tuva

## Vùng liên bang Ural
Trung tâm hành chính: Ekaterinburg. Bao gồm 4 tỉnh và 2 khu tự trị:
1. Tỉnh Chelyabinsk
2. Tỉnh Kurgan
3. Tỉnh Sverdlovsk
4. Tỉnh Tyumen
5. Khu tự trị Khantia-Mansia
6. Khu tự trị Yamalo-Nenets

## Vùng liên bang Volga (Privolzhsky)
Trung tâm hành chính: Nizhny Novgorod (Novgorod hạ). Bao gồm 7 tỉnh, 1 vùng và 6 nước cộng hòa:
1. Tỉnh Kirov
2. Tỉnh Nizhny Novgorod
3. Tỉnh Orenburg
4. Tỉnh Penza
5. Tỉnh Samara
6. Tỉnh Saratov
7. Tỉnh Ulyanovsk
8. Vùng Perm
9. Nước cộng hòa Bashkortostan
10. Nước cộng hòa Chuvashia
11. Nước cộng hòa Mari El
12. Nước cộng hòa Mordovia
13. Nước cộng hòa Tatarstan
14. Nước cộng hòa Udmurtia

## Vùng liên bang Krym
Trung tâm hành chính: Simferopol. Bao gồm 1 thành phố trực thuộc trung ương liên bang và 1 nước cộng hòa không được quốc tế công nhận:
1. Sevastopol (thành phố liên bang)
2. Nước cộng hòa Krym